# Lazar 3
Le Lazar 3 est la dernière version de la famille de véhicules blindés de transport de troupes Lazar produits en Serbie et mis en service en 2021. Il est conçu pour diverses applications et missions.

## Description
Le Lazar 3 possède une protection balistique hautement sophistiquée et modulaire. La coque est en acier blindé et peut être équipée d'un revêtement anti-éclats. La protection balistique appliquée peut être adaptée aux besoins spécifiques de l'utilisateur et permet l'application de technologies de protection balistique moderne tout au long de la durée de vie du véhicule. Le plancher du véhicule a deux niveaux de protection anti-mines.
Le groupe moteur est logé à l'avant du côté droit du véhicule dans un espace protégé complètement séparé de l'équipage. La boîte de transfert centrale transmet le couple à toutes les roues dotées d'une suspension indépendante et assure la grande mobilité du véhicule. Tous les arbres fournissent la puissance, tandis que les deux premiers dirigent les roues.
Le conducteur et le commandant sont positionnés à l'avant du véhicule. Ils peuvent utiliser des portes latérales pour l'entrée et la sortie. Au-dessus de leurs sièges se trouvent des écoutilles, l'écoutille du conducteur ayant un verrou à trois positions : une position étant conçue pour verrouiller le couvercle pendant la conduite avec l'écoutille ouverte. Le conducteur et le commandant disposent chacun de trois périscopes pour leur utilisation dans le véhicule. Le siège conducteur est ergonomique et réglable dans les plans vertical et horizontal. La colonne de direction est également réglable en hauteur et en angle. Le compartiment de l'équipage est situé à l'arrière du véhicule et offre suffisamment d'espace pour diverses missions. Cette partie du véhicule est accessible par la rampe arrière, par les deux portes encastrées dans cette rampe ou par les grandes trappes sur le toit du véhicule. La rampe est actionnée hydrauliquement par le biais du groupe motopropulseur.
Le nombre de membres d'équipage dépend du type de mission et des armes utilisées dans le véhicule. Lorsque le véhicule est équipé de la station d'arme télécommandée (RCWS), le véhicule peut être occupé par 12 soldats (commandant, chauffeur, tireur + 9 soldats), tandis que la version avec tourelle serait occupée d'un soldat de moins.　

## Armement
La version de base Lazar III 8x8 n'est pas armée mais le véhicule peut être équipé de diverses armes allant d'une mitrailleuse RCWS de 12,7 mm à une tourelle à canon de 30 mm montée sur le toit.

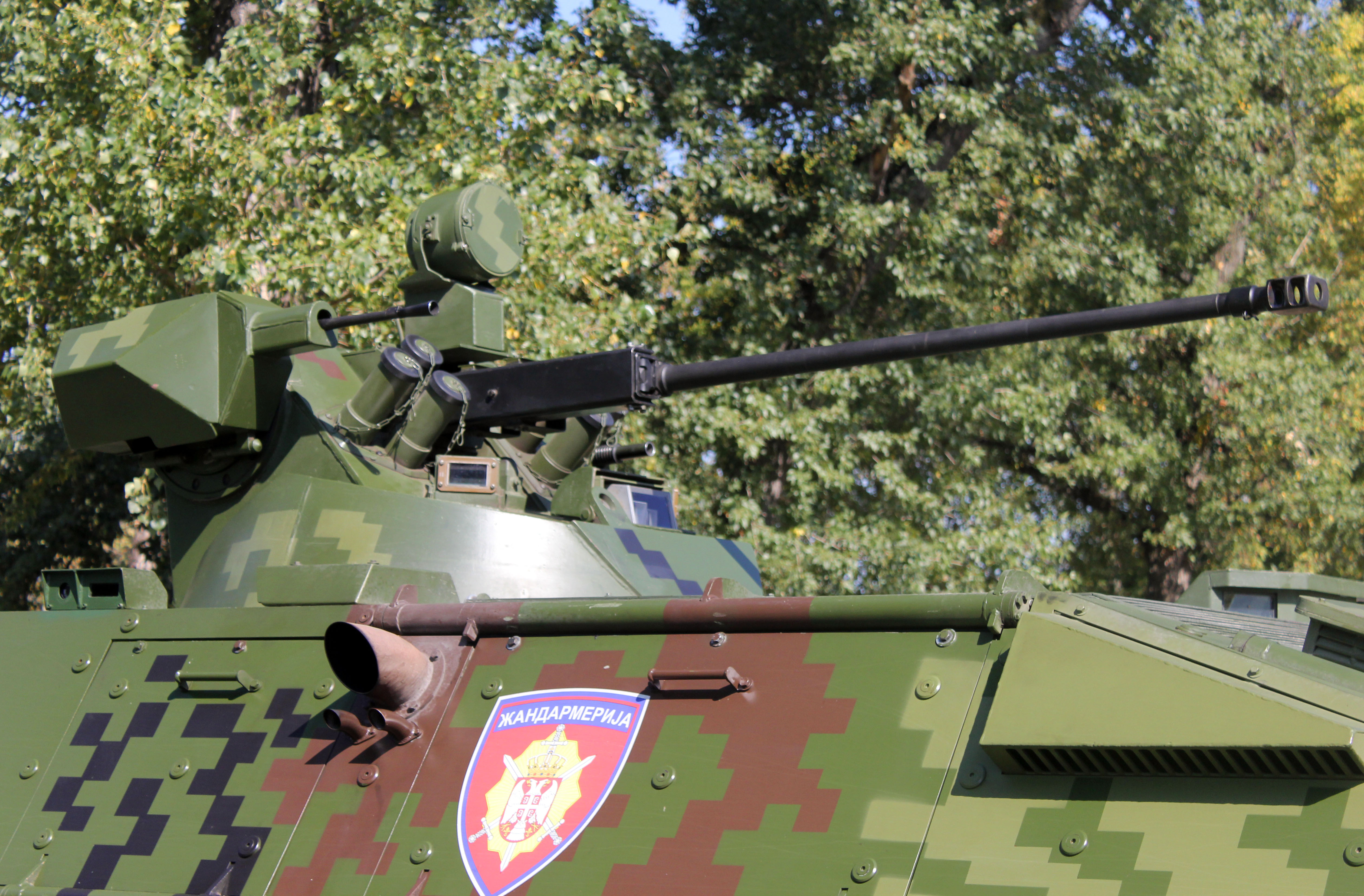
Lazar 3 avec un canon de 30 mm

- Canon automatique 30 mm 2A42
- Mitrailleuse coaxiale 12,7 mm Zastava M02 Coyote
- Mitrailleuse coaxiale 7,62 mm Zastava M86
- Lance-pots à fumée avec 4-6 tubes
- ATGM

## Entraînement électrique
- Sous-système électronique de commande
- Sous-système d'entraînement électrique
- Encodeurs absolus qui déterminent la position de l'arme
- Bâton de contrôle
- En azimut n × 360°, max. vitesse 55° par seconde
- En élévation -10° à 60°, max. vitesse 30° par seconde
- Précision de pose - moins de 1 mil

## Caractéristiques
- Longueur: 7 920 mm
- Largeur: 2 950 mm
- Hauteur (sans tourelle): 2 320 mm
- Dégagement : 420 mm
- Angle d'approche : 45°
- Angle de départ: 38°
- Empattement: 2 530 mm
- Espacement entre les essieux : 1 500 mm-1 800 mm-1 450 mm
- Espace moteur: 5 m3
- Espace équipage: 15 m3
- Masse au combat (selon la mission et la protection): 22–26 t
- Masse maximale : 28 t

## Performances
- Vitesse maximale : 110 km/h
- Dégradé : 60 %
- Pente latérale : 30 %
- Obstacles verticaux : max 0,55 m
- Tranchée : 2 m
- Rayon de braquage : 11,5 m
- Gué : 1,6 m

## Protection
- Protection balistique intégrale niveau 3 Stanag 4569. Protection avant du véhicule niveau 3+ Stanag 4569.
- Niveaux de protection anti-mines 3a et 3b Stanag 4569
- A la demande de l'utilisateur : protection balistique polyvalente niveau 4 Stanag 4569
- A la demande de l'utilisateur : protection balistique de l'avant du véhicule niveau 5 Stanag 4569

## Sous-systèmes / sous-ensembles
- Moteur Cummins ISM 500 (11 litres, 373 kW / 500 ch, 2 102 N m couple maximal)
- Boîte de vitesses entièrement automatique
- Boîte de transfert
- Suspension
- roues
- Système de freinage
- Système de direction
- Système électrique
- Système hydraulique
- Système de conditionnement d'air
- Équipement supplémentaire:
  - système de gonflage des pneus Central (de CITS)
  - Treuil 10 t
  - Système d'extinction automatique des incendies
  - Système d'interphone
  - Système vidéo de véhicule
  - Lance-pots fumigènes
  - Système de lavage de ver (?)

## Utilisateurs
- Serbie - MUP utilisé par la gendarmerie (Serbie) 12+[5].
- Turkménistan - 24 achetés en 2021[6].

## Vidéo
- (en) « Lazar 3 » [vidéo], sur YouTube (consulté le 21 novembre 2023)
- (en) « - YouTube », sur YouTube (consulté le 21 novembre 2023)